# Батурки (остановочный пункт)
Батурки (Бутарки) — бывший остановочный пункт Омского региона Западно-Сибирской железной дороги.
Располагался на 182 километре ветки Татарская — Кулунда, на территории Баганского района Новосибирской области, между болотами Батурское и Простоквашное. Ближайшие остановочные пункты — 178 км (также исключён) и Савкино. До Татарской расстояние составляло 182 км, до обгонного пункта Осолодино 30 км. Наиболее близкий населённый пункт — село Стретинка Баганского сельсовета. Электрификация путей отсутствовала, как и на участке.
Также упоминается как железнодорожный разъезд. В конце декабря 1960 года началось строительство электростанции. Однако, согласно двухтомному справочнику «Железнодорожные станции СССР», открыт только в 1964 году. На 2019 год имел статус остановочного пункта, числился исключённым.
Во времена функционирования на остановочном пункте проводилась посадка на пассажирские поезда и высадка с них. Операции с багажом и грузовые работы не осуществлялись.